# إم في فينتورا
إم في فينتورا (بالإنجليزية: MV Ventura)‏ هي سفينة سياحية من فئة فنتورا في شركة بي آند أو للرحلات البحرية التابعة لشركة كارنيفال كوربرايشن. بنيت بواسطة فينكانتييري في إيطاليا،

## نبذة
عندما دخلت السفينة الخدمة في أبريل 2008 كانت واحدة من أكبر السفن السياحية التي تم بناؤها للسوق البريطاني. وتستوعب 3192 راكبًا في أربعة عشر طابقًا عامًا، وتحتوي على 1550 كابينة و 60٪ منها تحتوي على شرفات خاصة. جهزت بثمانية مطاعم وستة متاجر وخمسة حمامات سباحة وثلاث صالات عرض بينها مسرح.
بعد تسلمها في 29 مارس، وصلت فينتورا إلى ساوثهامبتون في صباح يوم 6 أبريل 2008، قبل بدء أول رحلة بحرية قصيرة لها إلى بلجيكا في 11 أبريل، وثم أول رحلة بحرية كاملة لها في 18 أبريل عبر البحر الأبيض المتوسط  وقبل ذلك في 16 أبريل قامت الممثلة البريطانية السيدة هيلين ميرين بتعميد فننتورا رسميًا لتصبح «عرابة السفينة». 